# Franz Xaver Simm

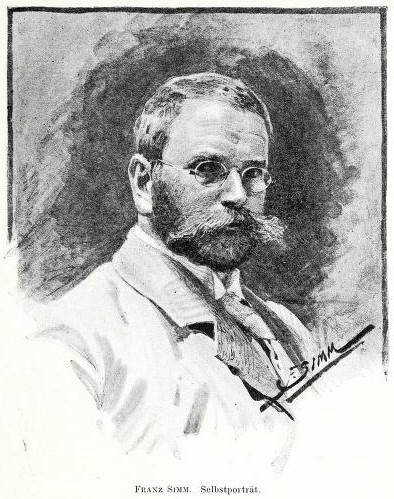
Selbstporträt von Franz Simm

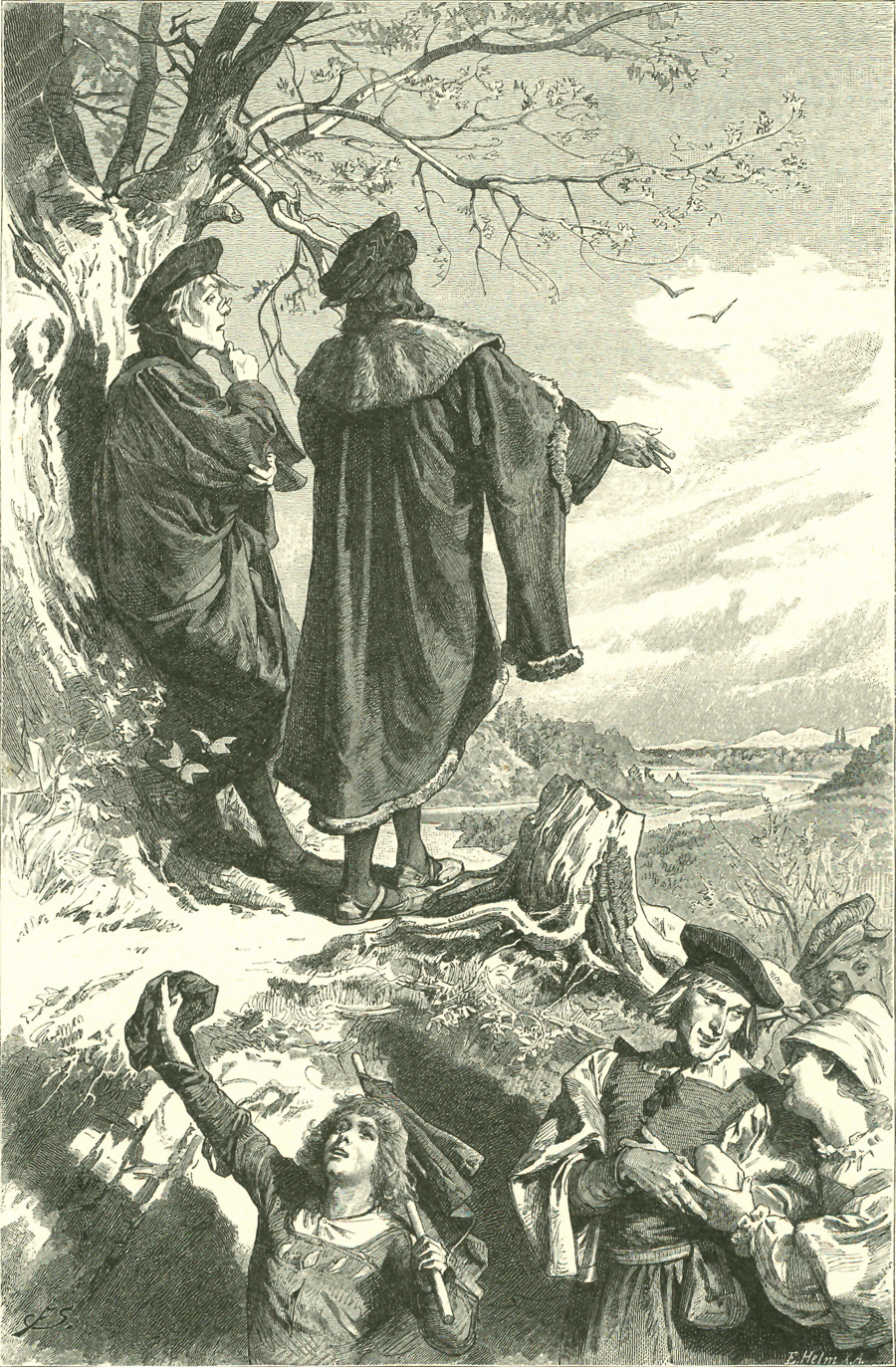
Goethes Faust, Osterspaziergang

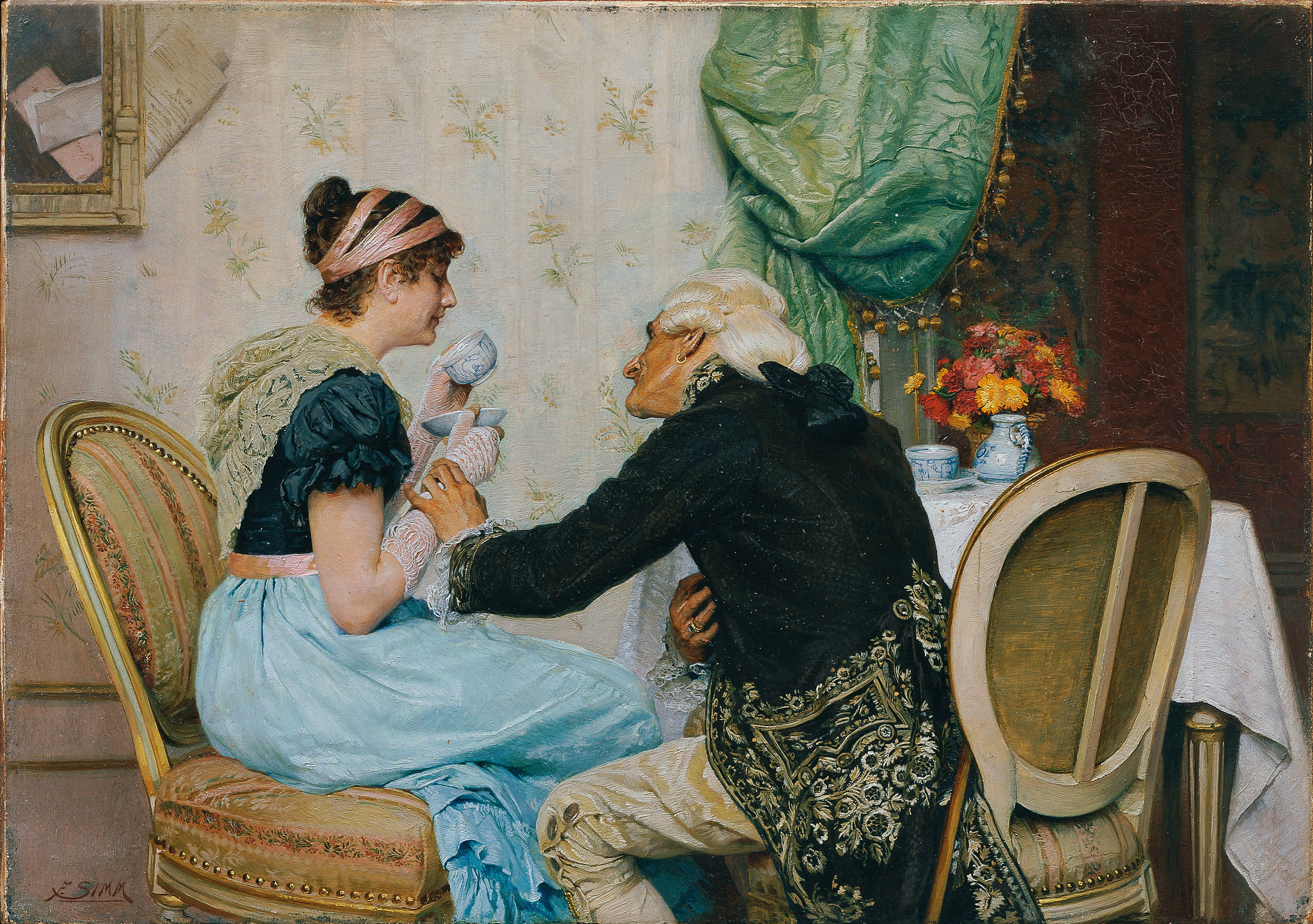
Ölgemälde Johannistrieb

Franz Xaver Simm (* 24. Juni 1853 in Wien; † 21. Februar 1918 in München) war ein österreichischer Maler und Illustrator.

## Leben
Franz Simm war der Sohn des Kirchen- und Historienmalers Joseph Simm (1811–1868). Nach Abschluss der Oberrealschule studierte er von 1868 bis 1873 zunächst an der Allgemeinen Malerschule der Wiener Akademie der bildenden Künste. Anschließend besuchte er von 1873 bis 1876 die dortige Spezialschule für Historienmalerei unter Eduard von Engerth und Anselm Feuerbach. Parallel dazu arbeitete er von 1874 bis 1876 als Assistent von Ferdinand Laufberger an der Wiener Kunstgewerbeschule.
1876 erhielt Simm ein zweijähriges Reisestipendium nach Rom und blieb bis 1881 in Italien. Dort heiratete er 1881 Marie Mayer (1851–1912), ebenfalls Malerin. Gemeinsam gingen sie anschließend nach Tiflis, um dort im Kaukasischen Museum Wandbilder auszuführen. Später lebten sie in München, wo Franz Simm eine Professur annahm. In den Semestern 1890/91 bis 1891/92 unterrichtete er den Kostümkurs (Malen nach der bekleideten Figur) an der Damenakademie des Münchner Künstlerinnenvereins. Er war Mitglied der Münchner Künstlergenossenschaft.
Simm war hauptsächlich als Illustrator tätig (u. a. Hallbergers Goetheausgabe, Fliegende Blätter). Später schuf er immer häufiger kleine Genrebilder im Empirestil.

## Werke (Auswahl)
- Flötender Hirtenknabe mit Hund, 1878, Öl auf Holz, 76,5 × 56,5 cm, Signatur „F. Simm Rom 1878“, Bundesvermögen (um 1939 Verkauf von der Tochter des Künstlers Frau Luetgens, geb. Simm, über Kunsthändler Eugen Brüschwiler an die Sammlung „Sonderauftrag Linz“)[3]
- Johannistrieb, vor 1888, Öl auf Holz, 19 × 27 cm, Signatur links unten: „F. SIMM“, Österreichische Galerie Belvedere (Inv. 7926, 1987 Übernahme aus dem Kunsthistorischen Museum Wien)[4]
- Der Tod Kaiser Wilhelms I (23 Figuren), ab 1888, Ausstellung 1891 in München
- Besuch im Atelier, um 1890, Holz, 39,5 × 49 cm, Neue Galerie Graz (Inv. I/1796)[5]
- sechs Plafondgemälde zur Kunst und Kultur der griechischen und römischen Antike für Saal X der Antikensammlung des Kunsthistorischen Museums Wien, um 1890[6]
- Malstunde, Öl auf Holz, 39,0 × 50,0 cm, Signatur „F.Simm, München“, seit 1949 Bundesvermögen (ab 1899 Bayerische Staatsgemäldesammlungen, 1940 Ankauf Reichskanzlei für „Sonderauftrag Linz“)[7]
- In der Loge, 1900, Holz, 44 cm × 32,8 cm, Signatur unten links „F. Simm“, Städtische Galerie im Lenbachhaus (Inv. G 12405, Ankauf 1958)
- Angeschirrter Schimmel, Pappe, 14,7 cm × 17,9 cm, Signatur unten rechts „F. Simm“, Städtische Galerie im Lenbachhaus (Inv. G 8352, Ankauf 1942)[8]
- Segnender Christus, Altarbild für die protestantische Kirche in Wunsiedel[9]